# ESO 325-G004
ESO 325-G004, parfois désignée simplement par ESO 325-4, est une galaxie elliptique géante située dans la constellation du Centaure à environ 465 millions d'années-lumière (143 Mpc) de la Voie lactée. C'est la galaxie dominante de l'amas de galaxies Abell S0740.
Elle exerce un puissant effet de lentille gravitationnelle sur un objet bleu situé au loin à l'arrière-plan, ce qui en fait la plus proche lentille gravitationnelle connue de la taille d'une galaxie. Dans la mesure où cette galaxie est également suffisamment proche pour permettre l'étude de la dynamique globale de ses étoiles et donc d'évaluer sa masse, elle offre le moyen de comparer la masse théoriquement nécessaire pour produire l'effet de lentille gravitationnelle observé et la masse déduite de la dynamique de ses étoiles, ce qui permet d'élaborer un modèle cohérent de la distribution et de la dynamique de la matière dans ce système.